# Señor de los Milagros 1974
El Cuadrangular Internacional Señor de los Milagros 1974 fue un torneo amistoso internacional de fútbol disputado en la ciudad de Lima, Perú. Fue organizado por Alianza Lima por motivo de la inauguración del Estadio Alianza Lima.
Además del equipo organizador contó también con la presencia de los equipos de Universitario de Perú, Nacional de Uruguay e Independiente de Argentina.
Cabe resaltar que sería el cuadro crema de Universitario quién se quedaría con el torneo, al ganarle en la final al cuadro uruguayo del Nacional.

## Equipos participantes
- Alianza Lima
- Universitario
- Nacional
- Independiente

### Modalidad de juego
El torneo se desarrolló plenamente bajo un formato de eliminación directa, donde los equipos se enfrentaban en dos fases, las semifinales el 27 de diciembre y el tercer lugar y la final el 29 de diciembre. Se consagraría campeón del evento Universitario. Dando por primera vez la vuelta olímpica en el Estadio Alianza Lima.

## Resultados

### Cuadro de desarrollo
|  | Semifinales     | Semifinales     |   |              | Final           | Final           |  |
|  | 27 de diciembre | 27 de diciembre |   |              | 29 de diciembre | 29 de diciembre |  |
|  |                 |                 |   |              |                 |                 |  |
|  |                 |                 |   |              |                 |                 |  |
|  | Alianza Lima    | 2               |   |              |                 |                 |  |
|  | Nacional        | 2               |   |              |                 |                 |  |
|  |                 |                 |   |              |                 |                 |  |
|  |                 |                 |   |              |                 |                 |  |
|  |                 |                 |   |              | Nacional        | 0               |  |
|  |                 | Universitario   | 1 |              |                 |                 |  |
|  |                 |                 |   |              |                 |                 |  |
|  |                 |                 |   |              |                 |                 |  |
|  |                 |                 |   |              | Tercer puesto   |                 |  |
|  |                 |                 |   |              |                 |                 |  |
|  | Independiente   | 0               |   | Alianza Lima | 1               |                 |  |
|  | Universitario   | 3               |   |              | Independiente   | 2               |  |

### Semifinales
| Señor de los Milagros 1974 1.º Semifinal; 27 de diciembre de 1974 | Alianza Lima                           | 2:2 * | Nacional                                   | Estadio Alianza Lima, Lima                                |                                                           |
|                                                                   | Juan José Ávalos 29' · Juan Rivero 50' |       | Hebert Revetria 18' · Carlos Rodríguez 46' | Asistencia: 36 966 espectadores Árbitro(s): Carlos Rivero | Asistencia: 36 966 espectadores Árbitro(s): Carlos Rivero |

| Señor de los Milagros 1974 2.º Semifinal; 27 de diciembre de 1974 | Independiente | 0:3 | Universitario                                 | Estadio Alianza Lima, Lima      |                                 |
|                                                                   |               |     | Enrique Rojas · Percy Rojas · Oswaldo Ramírez | Asistencia: 36 966 espectadores | Asistencia: 36 966 espectadores |

*  Nota: Nacional finalista por ser visitante.

### Tercer puesto
| Señor de los Milagros 1974 3.er Lugar; 29 de diciembre de 1974 | Alianza Lima   | 1:2 | Independiente                                  | Estadio Alianza Lima, Lima      |                                 |
|                                                                | Juan Rivero 8' |     | Victor Hugo Palomba 20' · Agustín Balbuena 87' | Asistencia: 34 500 espectadores | Asistencia: 34 500 espectadores |

### Final
| Señor de los Milagros 1974 Final; 29 de diciembre de 1974 | Nacional | 0:1 | Universitario       | Estadio Alianza Lima, Lima      |                                 |
|                                                           |          |     | Oswaldo Ramírez 24' | Asistencia: 34 500 espectadores | Asistencia: 34 500 espectadores |

|                               |
| Campeón Invicto Universitario |
| 1.er título                   |